# Marc Klein
Ne doit pas être confondu avec Marc Klein (physiologiste) ou Mark Klein.
Pour les articles homonymes, voir Klein.
Marc Klein, né en 1969 à New York City (États-Unis), est un réalisateur, scénariste et écrivain américain.
Il est devenu internationalement connu grâce à des films tels que Un amour à New York (Because You Exist), Une grande année (A Good Year) et Une fille à la page (Upper East Side Love). En 2021, il a publié son premier roman, The In Between.

## Biographie
Marc Klein travaille dans l'industrie cinématographique à divers titres depuis le milieu des années 1990. Il débute en 1993 comme assistant personnel du scénariste et producteur Paul Aaron sur le téléfilm Laurel Avenue de Carl Franklin. En 1995, il occupe le même poste auprès du réalisateur Jon Turteltaub sur le tournage de la comédie de Sandra Bullock,L'Amour à tout prix (While You Were Sleeping). Fort de cette précieuse expérience, Klein écrit le scénario du film Un amour à New York (Because of You) de Peter Chelsom en 2001. Le film, une comédie romantique percutante et intelligemment mise en scène, avec John Cusack et Kate Beckinsale, rencontre un immense succès au box-office et récupère largement son budget.
En 2006, le réalisateur Ridley Scott lui demande d'écrire le scénario de son film Une grande année, un drame romantique avec Russell Crowe, Albert Finney et Marion Cotillard, et de se rendre dans le sud de la France pour effectuer des recherches. À cette fin, Klein travaille avec Peter Mayle, auteur du roman.
En 2007, Klein réalise son premier long métrage, Une fille à la page, une comédie avec Sarah Michelle Gellar et Alec Baldwin.
En 2012, il cosigne avec Jason Keller (en) le scénario du film Blanche-Neige (Mirror Mirror – The Real True Story of Snow White) réalisé par Tarsem Singh. Ce long-métrage constitue une relecture libre et fantaisiste du conte Blanche-Neige et met notamment en vedette Julia Roberts dans le rôle de la méchante reine. 
Son premier roman, The In Between, est publié en juin 2021. En 2022, il écrit le scénario du drame de science-fiction romantique The In Between, réalisé par Arie Posin. Le film met en vedette Joey King, Kyle Allen et Kim Dickens.

## Filmographie

### En tant que scénariste
- 2001 : Un amour à New York (Serendipity)
- 2006 : Une grande année
- 2007 : Une fille à la page (Suburban Girl)
- 2012 : Blanche-Neige  (Mirror Mirror – The Real True Story of Snow White)
- 2022 : The In Between

### En tant que réalisateur
- 2007 : Une fille à la page (Suburban Girl)

### En tant qu'auteur
- 2021 : The In Between